# Віктор (Олійник)
Митрополит Віктор (в миру Володимир Миколайович Олійник; 21 вересня 1940, Почаїв, Кременецький район, Тернопільська область) — архієрей Московської патріархії. Вихованець Почаївської Лаври. Митрополит Тверський і Кашинський РПЦ МП.

## Життєпис
Ще в дитинстві намагався якомога частіше відвідувати Почаївську Лавру, бути присутнім на богослужіннях. У роки шкільного навчання прислужував у вівтарі, працював спочатку в іконній майстерні, потім — у швейній. Був знайомий з преподобним Амфілохієм Почаївським.
Олійника виключали зі школи за те, що він відвідував храм, і примушували залишити релігійні інтереси.
Після закінчення середньої школи, в 1958, вступив до Санкт-Петербурзької духовної семінарії, яку закінчив у 1962.
З 1962 по 1966 навчався в Санкт-Петербурзькій духовній академії, з якої випустився зі ступенем кандидата богослов'я за роботу «Вчення святителя Афанасія Великого про людину».
2 січня 1966 митрополитом Санкт-Петербурзьким і Ладозьким Никодимом Ротовим пострижений у чернецтво з іменем Віктор — на честь мученика Віктора Коринфського.
6 січня архієпископом Тульським і Бєлевським Алексієм Конопльовим висвячений на ієродиякона, а 22 жовтня 1967 — на ієромонаха.
З 1968 — ключник Катерининського кафедрального собору у Краснодарі.
З 1968 по 1970 — член єпархіальної ради Краснодарської єпархії.
У 1969 возведений у сан ігумена.
У 1974 возведений у сан архімандрита.
З 1978 — ключник кафедрального собору «Біла Трійця» у Твері.
У березні 1982 призначений настоятелем цього собору і секретарем Тверського єпархіального управління.
У 1979–1988 виконував обов'язки благочинного Тверського округу.

### Архієрейство
30 листопада 1988 постановою Священного синоду визначений єпископом Тверським і Кашинським.
3 грудня 1988 в Богоявленському патріаршому соборі відбулося наречення, а 4 грудня там же — архієрейська хіротонія, яку здійснили: митрополит Ростовський і Новочеркаський Володимир Сабодан, митрополит Кишинівський і Молдовський Серапіон Фадєєв, архієпископ Оренбурзький і Бузулуцький Леонтій Бондар, архієпископ Свердловський і Курганський Мелхиседек Лебедєв, архієпископ Ярославський і Ростовський Платон Удовенко, архієпископ Костромський і Галицький Іов Тивонюк, архієпископ Курський і Білгородський Ювеналій Тарасов, архіепископ Вінницький і Брацлавський Агафангел Саввін, єпископ Володимирський і Суздальський Валентин Міщук, єпископ Пензенський і Саранський Серафим Тихонов.
У 1990 обирався депутатом Тверської обласної ради народних депутатів.
25 лютого 1996 возведений у сан архієпископа.
23 червня 2010 архієпископу Віктору Олійнику присвоєно звання «Почесний громадянин Твері».
28 грудня 2011 рішенням Священного синоду призначений очільником Тверської митрополії, у зв'язку з чим 8 січня 2012 в Успенському соборі Московського кремля патріархом Кирилом був зведений в сан митрополита.
Рішенням Священного синоду від 16 березня 2012 затверджений на посаді настоятеля (священноархімандрита) Ніло-Столобенської пустині і Старицького Успенського чоловічого монастиря.
14 липня 2018 рішенням Священного синоду звільнений на спокій. В якості місця перебування на спокої для нього було визначене місто Твер з матеріальним утриманням від Тверського єпархіального управління.

## Твори
- «Учение святителя Афанасия Великого о человеке» (кандидатская диссертация, 1966)
- Праздничное богослужение в соборе [первое празднование Собора Тверских святых] // Журнал Московской Патриархии. М., 1979. № 11. стр. 15-20.
- Из жизни епархий: Калининская епархия (70-летие архиепископа Калининского и Кашинского Алексия) // Журнал Московской Патриархии. М., 1981. № 4. стр. 16-18.
- Из жизни епархий: Калининская епархия (75-летие Преображенского храма в городе Кимры) // Журнал Московской Патриархии. М., 1981. № 8 (ЖМП). стр. 38.
- Гость из Австрии в Калинине // Журнал Московской Патриархии. М., 1982. № 3. стр. 34.
- К сорокалетию со дня освобождения г. Калинина от немецко-фашистских захватчиков // Журнал Московской Патриархии. М., 1982. № 5. стр. 43-44.
- На приеме в Калининском облисполкоме // Журнал Московской Патриархии. М., 1983. № 12. стр. 40.
- Подвижник Тверской земли, преподобный Антоний Краснохолмский // Журнал Московской Патриархии. М., 1984. № 2. стр. 9-10.
- На приеме в Калининском облисполкоме // Журнал Московской Патриархии. М., 1984. № 11. стр. 51.
- Святитель Арсений, епископ Тверской (к 575-летию со времени преставления) // Журнал Московской Патриархии. М., 1984. № 12. стр. 20.
- На пленуме Калининского областного комитета защиты мира // Журнал Московской Патриархии. М., 1985. № 2. стр. 50.
- Советско-американский Поход за мир // Журнал Московской Патриархии. М., 1987. № 10. 49-51.
- Освящение престола в Вознесенском соборе в г. Ржеве // Журнал Московской Патриархии. М., 1988. № 8. стр. 30.
- Сохраняя связь времен: Собрание публицист. выступлений архиепископа Тверского и Кашинского Виктора в периодической печати 1990—1999 гг. — Тверь, 2000. — 148 с.

## Нагороди
Церковні
- право служіння Божественної літургії з царськими вратами до «Отче наш» (1984).
- орден св. рівноап. кн. Володимира 2-го ступеня (1980);
- Орден святого благовірного князя Данила Московського 2-го ступеня (1990)
- Орден преподобного Сергія Радонезького 2-го ступеня (1997)
- Орден святителя Інокентія, митрополита Московського і Коломенського 3-го ступеня (2000)
- Орден преподобного Серафима Саровського 2-го ступеня (2005)
- Орден святителя Алексія митрополита Московського і всієї Русі, 3-й ступеня (4 грудня 2008).[8]
- Орден святителя Інокентія, митрополита Московського і Коломенського, II ступеня. (2010)[9]
- орден св. ап. Марка 3-го ступеня (Олександрійська Православна Церква)

Світські
- Орден Пошани (3 березня 1999) — за заслуги перед державою, високі досягнення у виробничій діяльності і великий внесок у зміцнення дружби і співпраці між народами[10] ;
- Орден Дружби (10 вересня 2018) — за заслуги в розвитку духовних і культурних зв'язків, активну просвітницьку діяльність[11] ;
- медаль міністра освіти РФ «За милосердя і благодійність» (жовтень 2003);
- нагрудний знак губернатора «За заслуги в розвитку Тверської області» (квітень 2010)[12].